# Vårfrukyrkan, Uppsala
Vårfrukyrkan eller Sankta Maria kyrka i Uppsala var en kyrkobyggnad i Uppsala under medeltiden, helgad åt jungfru Maria.
Kyrkan var belägen i nuvarande kvarteret Kroken, efter nuvarande Bredgränd. Kyrkan uppfördes troligen i slutet av 1100-talet. Vid 1200-talets slut eller omkring 1300 uppfördes en ny kyrkobyggnad i tegel. Kyrkoherde Peter Nilsson (död 1440) lät valvslå kyrkorummet.
1221 utfärdade påven Honorius III ett skyddsbrev för kyrkan och dess gods, samt 20 dagars avlat för den som besökte kyrkan på den heliga jungfruns födelsedag. 1278 var Uppsala domkyrkas domprost Björn kyrkoherde i kyrkan. 1344 och 1355 omtalas Vårfrukyrkan som annex till domkyrkan, vilket den troligen var redan tidigare, då domprosten Andreas And redan 1316 hade en ständig vikarie vid Vårfrukyrkan.
Det är oklart när Vår Frus församling upphörde att fungera, men 1534 var den sammanslagen med Sankt Pers församling. Kyrkan eldhärjades vid Uppsala stadsbrand 1543, och tegel och koppar från kyrkan användes därefter vid byggandet av den nya kungsgården väster om ån. 
En nattvardskalk, skänkt till kyrkan 1335 av borgmästare Nils i Korshamn, finns idag i Ramsta kyrka. Kyrkan har namngett Sankta Maria kyrka, Uppsala